# 华北玄参
华北玄参（学名：Scrophularia moellendorffii）为玄参科玄参属下的一个种。

## 扩展阅读
- 維基物種上的相關：华北玄参